# Amara lacustris
Amara lacustris är en skalbaggsart som beskrevs av Leconte 1855. Amara lacustris ingår i släktet Amara och familjen jordlöpare. Inga underarter finns listade i Catalogue of Life.